# Прайсвілл (Алабама)
Прайсвілл (англ. Priceville) — місто (англ. town) в США, в окрузі Морган штату Алабама. Населення — 3512 особи (2020).

## Географія
Прайсвілл розташований за координатами 34°31′28″ пн. ш. 86°52′54″ зх. д. / 34.52444° пн. ш. 86.88167° зх. д. (34.524483, -86.881676).  За даними Бюро перепису населення США в 2010 році місто мало площу 13,62 км², з яких 13,55 км² — суходіл та 0,07 км² — водойми. В 2017 році площа становила 14,53 км², з яких 14,44 км² — суходіл та 0,08 км² — водойми.

## Демографія
Згідно з переписом 2010 року, у місті мешкало 2658 осіб у 986 домогосподарствах у складі 795 родин. Густота населення становила 195 осіб/км².  Було 1046 помешкань (77/км²).
Расовий склад населення:
| - 93,7 % — білих - 1,9 % — чорних або афроамериканців - 1,0 % — азіатів - 0,7 % — корінних американців - 1,4 % — осіб інших рас |

До двох чи більше рас належало 1,3 %. Частка іспаномовних становила 2,2 % від усіх жителів.
За віковим діапазоном населення розподілялося таким чином: 24,1 % — особи молодші 18 років, 56,8 % — особи у віці 18—64 років, 19,1 % — особи у віці 65 років та старші. Медіана віку мешканця становила 41,4 року. На 100 осіб жіночої статі у місті припадало 94,0 чоловіків;  на 100 жінок у віці від 18 років та старших — 91,1 чоловіків також старших 18 років.
Середній дохід на одне домашнє господарство  становив 96 190 доларів США (медіана — 84 375), а середній дохід на одну сім'ю — 109 243 долари (медіана — 106 458). За межею бідності перебувало 5,8 % осіб, у тому числі 9,5 % дітей у віці до 18 років та 6,4 % осіб у віці 65 років та старших.
Цивільне працевлаштоване населення становило 1410 осіб. Основні галузі зайнятості: освіта, охорона здоров'я та соціальна допомога — 24,2 %, виробництво — 22,1 %, науковці, спеціалісти, менеджери — 14,8 %.